# Cheilanthes guanchica
Cheilanthes guanchica — вид рослин з родини птерисових (Pteridaceae). Видовий епітет guanchicus пов'язаний з назвою корінних жителів Канарських островів, гуанчів.

## Опис
Рослина з примітними коричневими черешками. Листова пластина периста тричі, має овально-трикутну форму, завдовжки до 24 см. Спори знаходяться в нижній частині по краю листя, захищені прозорим краєм, скрученим по всій довжині листя. Спори 43–65 мкм. Спороношення з січня по травень.

## Поширення
Батьківщина: Західно-Середземноморський та Макаронезійський регіони. Ця наземна папороть росте на відкритих гірських породах, в основному силікатних і вулканічних. Вид прекрасно пристосований як до спеки, так і прямого сонячного світла. Спочатку цей вид вважався ендемічним для Канарських островів, звідси і назва guanchica. Але з 1977 року вид знайдений на Мадейрі, Азорських островах, на Піренейському півострові і кількох островах у Середземному морі, в тому числі Корсика, Сицилія, Сардинія, Порос і Ікарія (Греція). Проте вид є рідкісним всюди.

## Галерея

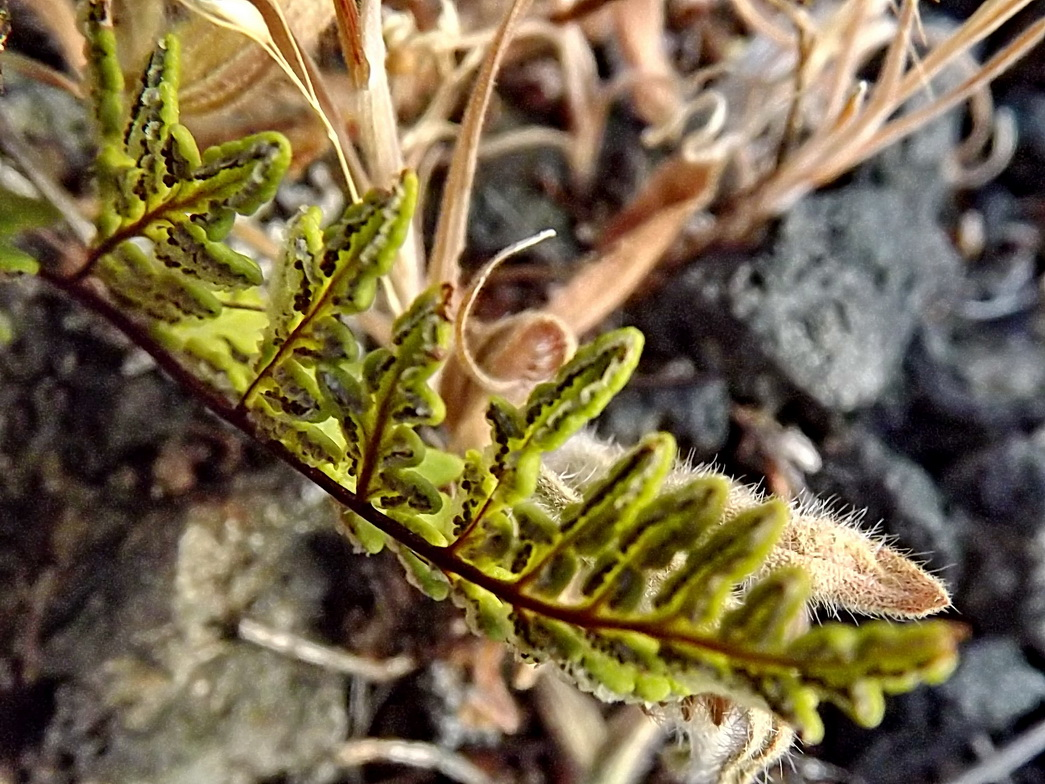